# Luvia
Luvia (finska: Luvia) var en kommun i landskapet Satakunta i Finland. Luvia uppgick 2017 i Euraåminne, och är således ingen egen kommun längre. Folkmängden i den tidigare kommunen Luvia uppgick i slutet av 2015 till cirka 3 352 invånare, och den totala arealen utgjordes av 861,2 km². 
Luvia kommun grundades år 1870, och upphörde som en självständig kommun vid årsskiftet 2016/2017, då den inkorporeras med Euraåminne kommun. Folkmängden i Luvia kommuns centralort Sitlahdenkylä kyrkoby (föråldrat svenskt ortnamn: Sittlax),  uppgick den 31 december 2012 till 1 905 invånare, landarealen utgjordes av 7,31 km² och folktätheten uppgick till 260,6 invånare/ km². Luvia kommun är belägen vid Bottniska vikens östra del, cirka 19 kilometer söder om Björneborgs stad. Kommunen gränsar till Euraåminne kommun, Nakkila (på svenska tidigare Nackeby) kommun och Björneborgs stad. Kommunvapnet har planerats av Heikki Hermonen och antogs 1954.
Luvia kommun ingår i Björneborgs ekonomiska region.
Luvia kommuns språkliga status är enspråkigt finsk.

## Historik
Många ortnamn i Luvia avslöjar att här har funnits en svensk bosättning i de västra delarna av kommunen. Luvia utgjorde under medeltiden den sydligaste delen av ett sammanhängande svenskt språkområde som sträckt sig längs västkusten upp till Karleby. Många av de till och med finskt klingande namnen på platser bygger därför på de svenska namnen. I andra fall är sambandet mellan det svenska och det finska namnskicket ganska uppenbara som Aspskär - Aspiskeri.
Under segelfartygens tid hörde Luvia till de viktigaste skeppsbyggarorterna. Här byggdes allt från små scyllar till stora fregatter. I dag finns ännu en båtbyggare i Långör. I Laitakari byggde traditionsföreningen galeasen Ihana (sv =vacker). Hon sjösattes 2011.
Största delen av Luvia utgörs av gammal havsbotten. På 1800-talet torrlades viken mellan Norrby och kyrkbyn för att utvinna över 1000 ha åkermark. Vikens utbredning kan ännu ses längs landsvägen mellan Kuivalahti (föråldrat svenskt namn: Kvivlax) i Euraåminne kommun och Luvia centrum. Här har inget aktivt byggande av bostadsområden förstört helheten.
Finlands första baptistförsamling på finska grundades i Luvia 1871. Församlingen har upphört.
Under förbudslagen var Luvia viktig för den illegala spritimporten. Estniska fartyg seglade utanför Luvias kust och motorbåtar hämtade sedan smuggelspriten bland annat via Aspskär till Satakunta.

## Kultur
- Luvian Nuorisoseura ry. uppför sedan 2001 fullvärdiga musikaler i föreningshuset Tasala, bland annat Sound och Music och Stormskärs Maja. Uppsättningen av Stormskärs Maja uppfördes också i Sastmola på Skarvörarnas scen i Krookka.
- Luvia manskör uppträder regelbundet på olika tillställningar i Luvia.
- Luvia Seor är en hembygdsgrupp.
- En årligen återkommande sommarfest ordnas i juli av LC Luvia ry.

## Sport
- Luvian Kiekkos ringettelag har vunnit FM-serien i Ringette sammanlagt tre gånger.
- Luvian Veto är en fotbollsförening.

## Sevärdheter

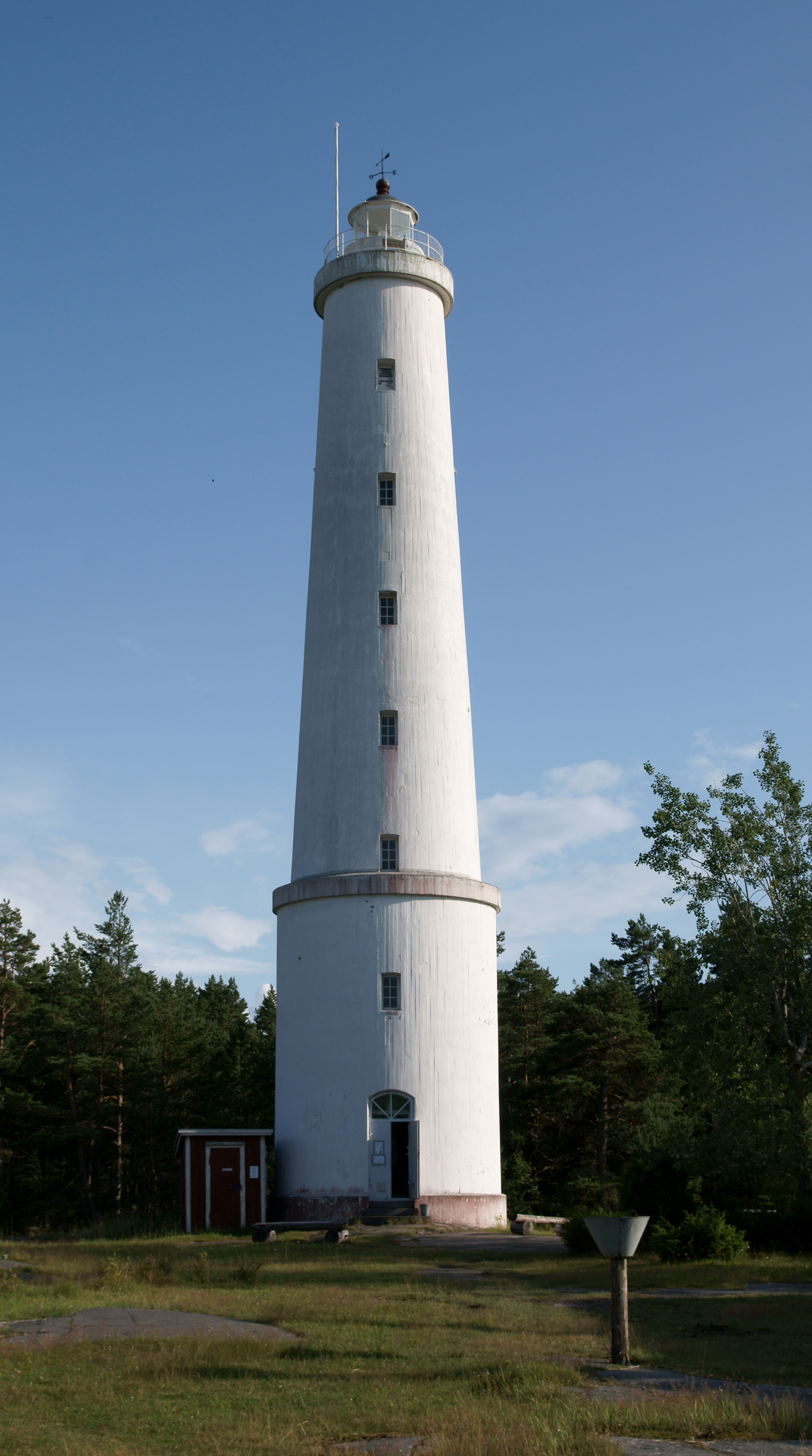
Säbbskärs fyr.

De viktigaste sevärdheterna är Luvia kyrka ritad av arkitekt Josef Stenbäck. Den är uppförd av lokal röd sandsten år 1910, hembygdsmuseet, Knapernummi skyttegravar, Luvia skärgård, Säbbskärs fyr och Laitakari båthamn. 

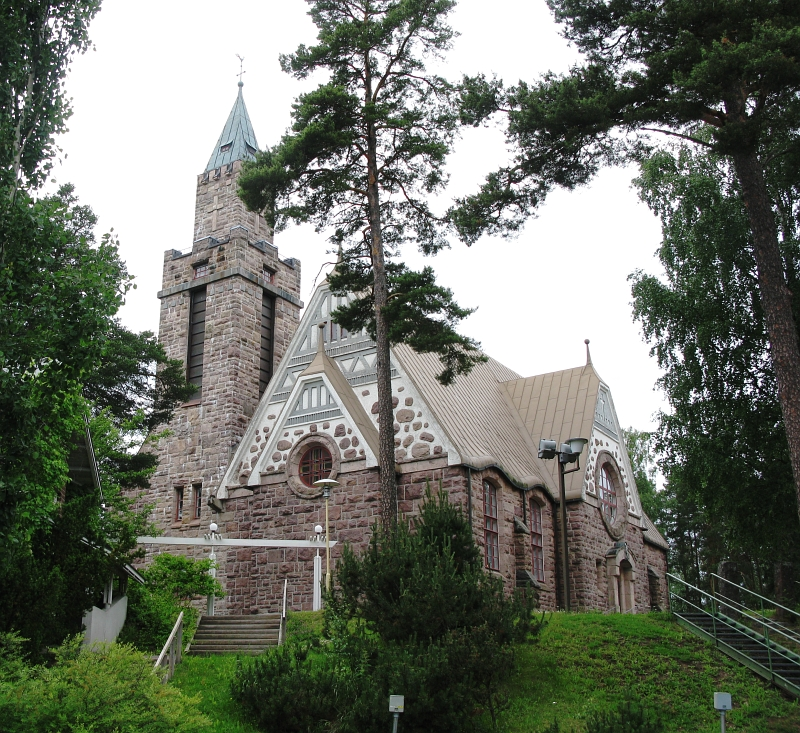
Luvia kyrka finns mitt i byn.

## Luvia församling
Luvia kapell torde kunna dateras till slutet av 1400-talet. Det nämns första gången år 1558 men torde ha varit ett kapell redan 1495. En prästgård uppfördes 1641, och det dröjde till 1664 innan Euraåminnes kaplan bosatte sig där.  Luvia avskildes från Euraåminne till en egen självständig församling 1901, vilket verkställdes formellt 1909. Församlingens finska namnform är: Luvian seurakunta.

## Byar och öar
Luvia har elva större byar (uppgifter från 1973):
- Handby (fi.: Hanninkylä)[11]
- Korpi
- Lemlax (fi. Lemlahti)[11]
- Norrby (fi. Luodonkylä)[11]
- Löytty (Löytynkylä)
- Mickoby (fi. Mikola)[11]
- Arnäs (fi. Niemi eller Niemenkylä)
- Peräby (fi. Perä eller Peränkylä)
- Sassö (fi. Sassila)[11]
- Sittlax (fi. Sittlahti eller Sitlahdenkylä)[11]
- Vägby[11]

Sitlahdenkylä är kyrkbyn i Luvia. Bosättning finns dessutom i Långör, Fallet och Määrvuori.
Svenskt namn har också många öar till exempel Bastuskär, Norra Birsskär, Södra Birsskär, Bredskär, Peterskär, Rövarskär, Skinnarskär, Stora Kådö, Sunnanskär, Säbbskär (med fyr) samt uddarna Anderskär och Långörsudden. (Observera! Enligt Institutet för de inhemska språken i Finland räknas inte längre de svenska ortnamnen i Luvia kommun som levande, utan som föråldrade (inofficiella), med undantag för Arnäs by. Det är endast i historiska sammanhang som de svenska ortnamnen fortfarande ska användas. Till skillnad från de svenska ortnamnen räknar språkinstitutet de svenska önamnen i kommunen fortfarande som fullt levande, och följaktligen officiella).

## Politik

### Mandatfördelning i Luvia kommun, valen 1976–2021
| 2 | 6 | 7 | 1 | 5 |

| 2 | 6 | 6 | 1 | 6 |

| 1 | 6 | 7 | 7 |

| 1 | 5 | 9 | 6 |

| 1 | 8 | 7 | 5 |

| 1 | 7 | 7 | 6 |

| 1 | 6 | 8 | 6 |

| 1 | 6 | 7 | 7 |

| 1 | 5 | 1 | 7 | 7 |

| 5 | 1 | 2 | 6 | 7 |

| 13 | 8 |

## Utbildning
I Luvia kommun finns en finskspråkig skola med grundläggande utbildning: Luvian peruskoulu (åk 1-9). Yrkeshögskola och gymnasium finns närmast i Björneborg.

## Vänorter
Luvia kommun har följande tre vänorter:  
- Nordanstig, Sverige.
- Salme kommun, Estland.
- Torgu kommun, Estland.[17].

## Kända personer från Luvia
- Marjo Heino-Fihlman, konstnär.
- Lasse Jaakkola, finskspråkig författare.
- Iivari Kyykoski, friidrottare.
- Pauli Levokari, ishockeyspelare.
- Matteus Marttila, regissör.
- Carl Ferdinand Nordlund, svensk- och finskspråkig författare samt lärare.
- Björn Nyberg, båtbyggare.
- Vesa Puttonen, ekonom (expert i frågor som rör marknadsplaceringar).
- Mikael Rostedt, klockgjutare och predikant.
- Eeva-Leena Vaahtio, finskspråkig författare.